# Lepori
Lepori (Leporius) fou un eclesiàstic gal, de la primera meitat del segle v, que va abraçar la vida monàstica sota els auspicis de Cassià, a Marsella.
Va gaudir de gran reputació per la seva santedat fins que va esdevenir partidari d'una heretgia que establia que els homes no necessitaven estar sempre en gràcia divina, i que Crist va néixer amb naturalessa humana solament. Per defensar aquestes doctrines fou excomunicat i va anar a Àfrica on va esdevenir amic d'Aureli i Sant Agustí, fins que va quedar convençut que estava equivocat i va dirigir una carta de penediment dirigida a Pròcul bisbe de Marsella, i una altra a Cil·lí, bisbe d'Ais de Provença. Quatre bisbes africans van testimoniar la sinceritat del seu penediment i van intercedir per la recuperació dels seus beneficis eclesiàstics.
Lepori no va retornar al seu país i va romandre a Àfrica on Sant Agustí el va ordenar com a prevere vers el 435. Es creu que fou l'autor del discurs De Vita et Moribus Clericorum. Encara vivia el 430.